# Pandemia de COVID-19 em Montenegro
Foi confirmado que a pandemia de COVID-19 se espalhou para o Montenegro quando seu primeiro caso foi confirmado em 17 de março de 2020, tornando-o o último país europeu a registrar um caso de SARS-CoV-2.
A partir de 30 de outubro de 2020, o número total de casos no Montenegro é de 18 066.
Em 24 de maio de 2020, 68 dias após o primeiro caso ter sido registrado no Montenegro, tornou-se o primeiro país livre do coronavírus na Europa.
O Montenegro teve 0 casos ativos de 24 de maio a 14 de junho, quando o primeiro caso importado foi notificado.